# Легка атлетика на літній Спартакіаді УРСР 1956
Змагання з легкої атлетики на літній Спартакіаді УРСР 1956 року серед дорослих відбулись 1-6 липня в Києві на Республіканському стадіоні імені Микити Хрущова та мали статус чемпіонату УРСР з легкої атлетики.
У командному заліку першою була команда Києва, на 2-му місці — легкоатлети Львівщини, на 3-му — Одещини.

## Медалісти

### Чоловіки
| Дисципліни                | Золото                        | Золото    | Срібло | Срібло | Бронза | Бронза |
| ------------------------- | ----------------------------- | --------- | ------ | ------ | ------ | ------ |
| 100 метрів                | Леонід Бартенєв Київ          | 10,4      |        |        |        |        |
| 200 метрів                | Леонід Бартенєв Київ          | 21,4      |        |        |        |        |
| 400 метрів                | Арнольд Мацулевич Київ        | 48,3      |        |        |        |        |
| 800 метрів                | Борис Теплов Київ             | 1.51,5    |        |        |        |        |
| 1500 метрів               | Василь Перепелиця Одеса       | 3.47,4 NR |        |        |        |        |
| 5000 метрів               | Олександр Ануфрієв Київ       | 14.25,6   |        |        |        |        |
| 10000 метрів              | Іван Чернявський Черкаси      | 29.31,2   |        |        |        |        |
| 110 метрів з бар'єрами    | Олександр Редін Одеса         | 14,8      |        |        |        |        |
| 400 метрів з бар'єрами    | Семен Кріцштейн Вінниця       | 53,2      |        |        |        |        |
| 3000 метрів з перешкодами | Федір Марулін Дніпропетровськ | 9.07,6    |        |        |        |        |
| Ходьба 20000 метрів       | Іван Ярмиш Київ               | 1:34.13,0 |        |        |        |        |
| Стрибки у висоту          | Володимир Сіткін Київ         | 2,04 м    |        |        |        |        |
| Стрибки з жердиною        | Петро Денисенко Київ          | 4,40 м    |        |        |        |        |
| Стрибки у довжину         | Ігор Тер-Ованесян Львів       | 7,22 м    |        |        |        |        |
| Потрійний стрибок         | Дмитро Єфремов Київ           | 15,17 м   |        |        |        |        |
| Штовхання ядра            | Віктор Цибуленко Київ         | 16,00 м   |        |        |        |        |
| Метання диска             | Віктор Компанієць Київ        | 49,73 м   |        |        |        |        |
| Метання молота            | Федір Ткачов Київ             | 60,59 м   |        |        |        |        |
| Метання списа             | Віктор Цибуленко Київ         | 68,56 м   |        |        |        |        |
| Десятиборство             | Юрій Кутенко Львів            | 6819 очок |        |        |        |        |

### Жінки
| Дисципліни            | Золото                                                           | Золото    | Срібло | Срібло | Бронза | Бронза |
| --------------------- | ---------------------------------------------------------------- | --------- | ------ | ------ | ------ | ------ |
| 100 метрів            | Віра Крепкіна Київ                                               | 12,0      |        |        |        |        |
| 200 метрів            | Віра Крепкіна Київ                                               | 25,1      |        |        |        |        |
| 400 метрів            | Дора Козлова Київ                                                | 56,1      |        |        |        |        |
| 800 метрів            | Дора Козлова Київ                                                | 2.08,8    |        |        |        |        |
| 80 метрів з бар'єрами | Олена Саморукова Київ                                            | 11,4      |        |        |        |        |
| 4х100 метрів          | Київ Галина Сегень Софія Бурдуленко Жанна Безручко Віра Крепкіна | 47,6 NR   |        |        |        |        |
| Стрибки у висоту      | Олена Кудрявцева Хмельницький                                    | 1,59 м    |        |        |        |        |
| Стрибки у довжину     | Галина Сегень Київ                                               | 6,04 м NR |        |        |        |        |
| Штовхання ядра        | Марія Кузнецова Київ                                             | 14,78 м   |        |        |        |        |
| Метання диска         | Альбіна Рутковська Вінниця                                       | 48,49 м   |        |        |        |        |
| Метання списа         | Надія Коняєва Київ                                               | 47,61 м   |        |        |        |        |
| П'ятиборство          | Софія Бурдуленко Київ                                            | 4425 очок |        |        |        |        |